# Plesiotrochus calliostomoides
Plesiotrochus calliostomoides is een slakkensoort uit de familie van de Plesiotrochidae. De wetenschappelijke naam van de soort is voor het eerst geldig gepubliceerd in 1929 door Thiele.